# Добросав Радосављевић
Добросав Цока Радосављевић — Народ (Салаш Ноћајски, код Мачванске Митровице, 10. фебруар 1921 — Шабац, 3. април 1942) био је учесник Народноослободилачке борбе и народни херој Југославије.

## Биографија
Рођен је 10. фебруара 1921. године у Салашу Ноћајском, код Мачванске Митровице. Потицао је из многочлане замљорадничке породице, у којој се гајио опозициони политички дух. После основне школе коју је завршио у родном селу, учио је шегртску школу за обућара.
Због лошег материјалног стања, многочлане породице није могао да се школује и ако је имао велику жељу за знањем. Шегртску школу је завршио за две уместо три године. Уз то, учио је и есперанто, а касније је научио и француски језик. Доста је читао, па је почео и да се занима за марксистичку литературу. Био је члан Радничке читаонице у Лаћарку, код Сремске Митровице, где су неки комунисти развијали револуционарну активност.
Године 1938, са седамнаест година, се запослио у Београду. Одмах по запослењу, укључио се у рад синдиката и био члан Савеза кожарско-прерађивачких радника при Уједињеним радничким синдикатима (УРС). Пошто је био члан Савеза комунистичке омладине Југославије (СКОЈ), био је биран у руководство СКОЈ-а кожарско-прерадивачких радника.
Поред Београда, кратко је радио и у Сарајеву и Крагујевцу, а потом се опет вратио у Београд. И у овим местима је учествовао у револуционарном радничком покрету. Био је веома запажен говорник на заједничким политичким, културним и другим скуповима револуционарне, антифашистичке, радничке и студентске омладине. Године 1938. је примљен у чланство Комунистичке партије Југославије (КПЈ) и изабран у чланство Месног комитета СКОЈ-а за Београд. Због свог доброг говорништва добио је партијски надимак „Народ“, мада су га у родном месту у младости звали „Цока“.
Новембра 1940. године, револуционарну активност је наставио у родном крају, поставши секретар Окружног комитета КПЈ за Подриње. Тада је активно радио на јачању постојећих и стварању нових партијских и скојевских организација, а посебно се ангажовао на раду са радницима и сељацима на омасовљењу антифашистичког покрета у округу.
После окупације Југославије, 1941. године, Окружни комитет под његовим руководством покреће акцију прикупљања оружја, које је остало после капитулације Југословенске војске. Касније, у току припрема за оружани устанак, организовао је сакупљање санитетског материјала и одржавање курсева прве помоћи, стварао је омладинске ударне групе и др. Пошто је био у сталној вези са Покрајинским комитетом КПЈ за Србију, неколико пута је долазио у окупирани Београд. Под његовим руководством, одржана је 29. јуна Окружна партијска конференција КПЈ за Шабац, којој су присуствовали Миле Ивковић и Вукица Митровић и на којој је одлучено да се формира Мачвански партизански одред.
Од одржавања конференције, па до формирања Мачванског одреда, средином јула 1941. године, Добросав је обишао скоро цео Подрињски округ. Састајао се са свим мањим групама бораца, које су чекале да ступе у Одред. После формирања Одреда, Добросав је заједно са члановима Штаба Одреда, активно учествовао у припремама и разради планова акција, у којима је Одред учествовао. Учествовао је и у припремању и детаљној разради плана првог напада на Богатић, 7. августа 1941. године. Касније је извесно време био и заменик политичког комесара Мачванског одреда.
После Прве непријатељске офанзиве, крајем 1941. године, Добросав се повлачио заједно са Мачванским одредом, ка југу. Када је у децембру 1941. године, наредбом Врховног штаба одлучено да се Одред мора вратити на терен Мачве, Подриња и Поцерине, Одред је био подељен на мање чете, како би лакше прошао кроз непријатељску територију.
Крајем децембра, Добросав се заједно са групом партизана, у којој је био Небојша Јерковић, командант Одреда, налазио у селу Бела Река, код Шапца. Дана 27. новембра ова група се поделила на два дела. Група у којој се налазио Добросав, тада је отишла ка Поцерини, док је друга група, у којој се налазио Небојша Јерковић, остала у Белој Реци и исте ноћи била откривена од љотићеваца и уништена.
Добросав се потом дошао у село Добрић, где је нашао склониште у кући сеоског гробара Јакова и Јеле Петровић. Ови људи имали су храбрости да у своју сиромашну кућу приме „озлоглашеног комунисту“ и „вођу комунистичких банди“ и он је код њих успео да проведе два и по месеца. За случај опасности они су му припремили склониште. За пролазнике, који би га видели он је био „шверцер дувана“ из Рађевине.
Током боравка у Добрићу, Добросав је успео да успостави контакт са комунистом Жиком Ерчићем и другим активистима Народноослободилачког покрета у Добрићу. Пошто је кућа Петровића била сигурно скровиште, Добросав се временом опустио. Једног дана, када Јаков и Јела нису били у кући, у кућу је дошао један четник из Добрића, са намером да купи дуван од „шверцера“. Када је четник ушао у кућу, Добросав је успео да побегне у двориште и побегне из Добрића. Потом се пребацио у село Петковицу, где су га истог дана, 14. марта, заробили четници и потом предали Гестапоу у Шапцу.
Истрагу над Добросавом у Шапцу, су водили агенти Специјалне полиције из Београда и агенти Гестапоа. Пред агентима се налазио обиман материјал који је теретио Добросава – подаци из саслушања комуниста који су хапшени током 1940. и 1941. године у Шапцу и Београду, као и подаци, који су нађени приликом заробљавања партизана. Агенти су имали и велики број докумената нађених код Небојше Јерковића, после његове погибије.
Из свега овога агенти су знали да је Добросав један од главних комуниста у Шапцу и над њим су вршили невиђену тортуру у намери да открије своје сараднике. Упркос свим мучењима, иследницима није никога одао, иако је као секретар Окружног комитета познавао готово сваког члана и симпатизера КПЈ у Подрињу. За време истраге, боравио је у логору, који се налазио у Шабачкој тврђави, на Сави. Пошто иследницима ништа није желео да открије, истрага је била неуспешно завршена и он је осуђен на смрт вешањем. Обешен је 3. априла 1942. године у кругу логора, у присуству осталих логораша, међу којима је био и његов отац Стеван. Приликом извршења вешања, јавно је клицао слободи, Народноослободилачкој борби, Комунистичкој партији, Совјетском Савезу и др.
Указом Президијума Народне скупштине ФНР Југославије 5. јула 1952. проглашен је за народног хероја.
У успомену на Добросава Радосављевића, његово име данас носи основна школа у Мачванској Митровици, која је матична основна школа и за његово родно место Салаш Ноћајски. Такође основна школа у Мајуру, је до 2003. године носила његово име Улице са његовим именом данас постоје у Салашу Ноћајском, Мачванској Митровици и и селу Клупцима, код Лознице.

## Породица
Читава породица Добросава Радосављевића је учествовала у Народноослободилачкој борби – његов отац Стеван, браћа Војислав и Живко и сестра Катарина. Рат су преживели само сестра Гина, која је била сарадница НОП-а и најмлађи брат Станислав, који је био сувише мали да би пошао у борбу.
Отац Стеван (1900–1943) био је земљорадник и у Мачвански одред је ступио крајем септембра 1941. године, као позадински радник. После слома Одреда, крајем децембра вратио се у Салаш Ноћајски, где је био ухапшен и одведен у Шабачки логор, одакле је 24. априла 1942. године био интерниран у Норвешку, где је у логору Ботон умро 1943. године.
Најстарији брат Војислав Војкан звани „Буђони“ (1918–1941), био је земљорадник и члан КПЈ. У Мачвански одред је ступио крајем јула 1941. године. Пошто је био резервни поднаредник, приликом реорганизације Одреда, 13. августа је био одређен за командира Прве чете, али је истог дана погинуо приликом напада на Текериш.
Млађи брат Живко, био је курир Мачванског одреда, али је крајем 1941. године био ухваћен и стрељан. Сестра Катарина (1924–1947), септембра 1944. године је ступила у Прву војвођанску ударну бригаду и са њом учествовала у борбама до краја рата. Умрла је 1947. године од последица рањавања.